# 4X

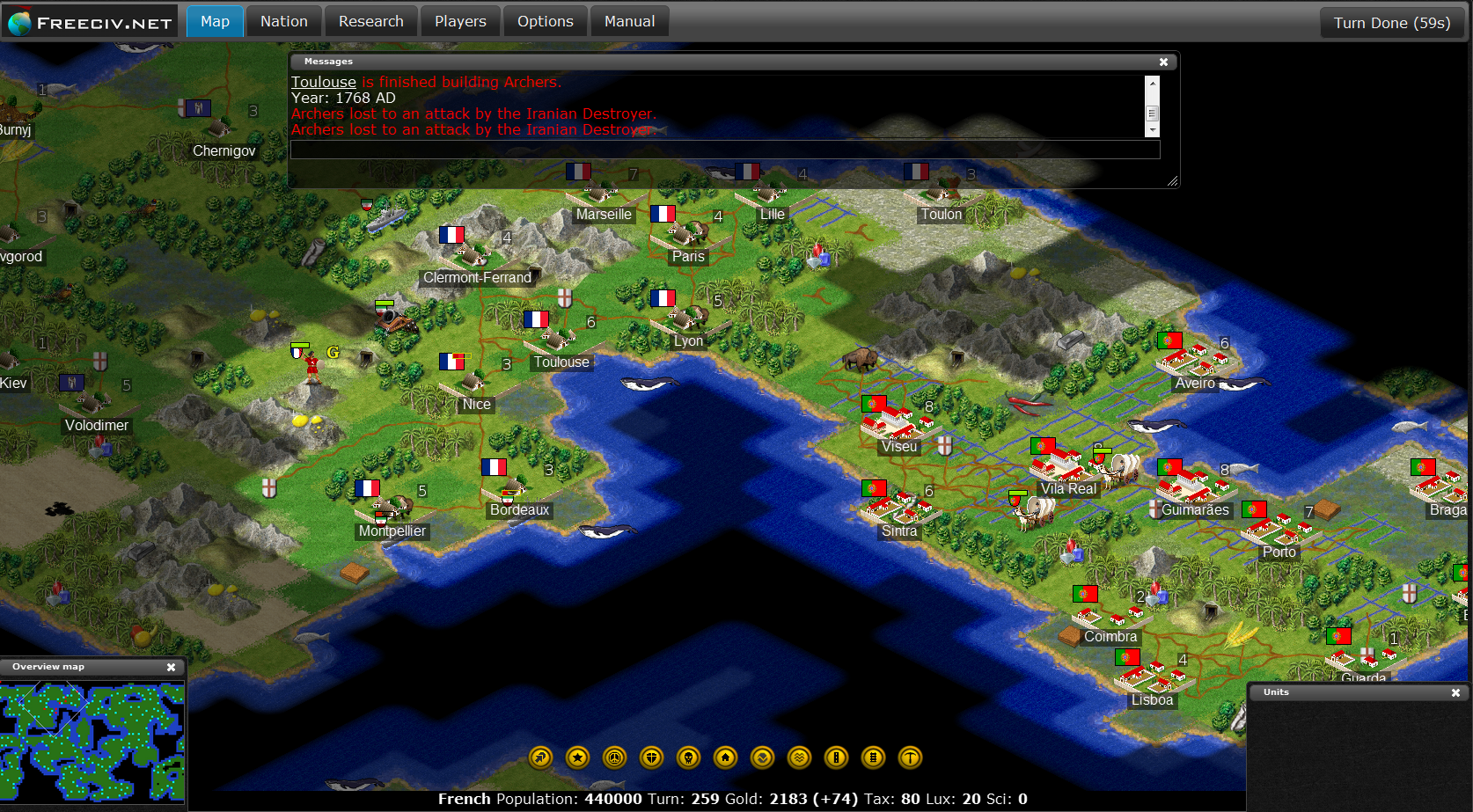
Freeciv

4X（フォーエックス）は、ストラテジーゲームのサブジャンルの一つ。ストラテジーゲームの中でも、"eXplore"：探検、"eXpand"：拡張、"eXploit"：開発、"eXterminate"：殲滅、の4つの性質を兼ね備えた作品を指す。
4Xゲームという表現が初めて使用されたのは1993年の米誌『コンピューター・ゲーミング・ワールド』で、ゲームデザイナー兼編集者のアラン・エムリックがSFストラテジーゲーム『マスター・オブ・オリオン』を紹介する際に用いたといわれている。元々はポルノを意味するXXXをもじったジョークであった。同作のヒット後、こうしたジャンルの作品を指す言葉として広く用いられるようになった。
2003年の『マスター・オブ・オリオンIII』の登場時に、4Xにさらに"eXperience":体験、を加えた5Xという表現が用いられたこともあるが、普及しなかった。

## 4Xゲームの例
- マスター・オブ・オリオンシリーズ（英語版）
- シヴィライゼーションシリーズ
- Stellaris
- カタンの開拓者たち
- エンドレス・スペースシリーズ（英語版）
- エンドレス・レジェンドシリーズ（英語版）
- オールド・ワールド（英語版）
- エイジ・オブ・ワンダーシリーズ（英語版）
- ロイヤルブラッド